# Orthetrum borneense
Orthetrum borneense – gatunek ważki z rodziny ważkowatych (Libellulidae).